# White County, Illinois
White County är ett administrativt område i delstaten Illinois, USA. År 2010 hade countyt 14 665 invånare. Den administrativa huvudorten (county seat) är Carmi.

## Geografi
Enligt United States Census Bureau har countyt en total area på 1 299 km². 1 281 km² av den arean är land och 18 km² är vatten.

### Angränsande countyn
- Edwards County - norr
- Gibson County, Indiana - nordost
- Posey County, Indiana - öst
- Gallatin County - söder
- Saline County - sydväst
- Hamilton County - väst
- Wayne County - nordväst